# Cyclophora sympathica
Cyclophora sympathica är en fjärilsart som beskrevs av Alphéraky 1883. Cyclophora sympathica ingår i släktet Cyclophora och familjen mätare. Inga underarter finns listade i Catalogue of Life.